# Tên gọi của Hà Nội
Trước khi có tên gọi như hiện nay, Hà Nội đã trải qua nhiều tên gọi khác nhau. Tên gọi "Hà Nội" bắt đầu được dùng làm địa danh ở Việt Nam từ năm Minh Mạng thứ 12 (1831) khi có 1 tỉnh có tên là tỉnh Hà Nội được thành lập ở Bắc Thành. "Hà Nội" viết bằng chữ Hán là "河內", nghĩa là "bao quanh bởi các con sông", tên gọi này phản ánh vị trí địa lý của tỉnh Hà Nội. Tỉnh này nằm giữa hai con sông là sông Nhị ở phía Đông Bắc và sông Thanh Quyết ở phía Tây Nam.
Tỉnh Hà Nội gồm có 4 phủ là Hoài Đức, Thường Tín, Ứng Hoà và Lý Nhân. Toà thành nơi có đặt trị sở của tỉnh Hà Nội, tức tỉnh lị của tỉnh Hà Nội, được gọi là thành Hà Nội theo tên tỉnh. Thành Hà Nội nằm trên địa phận 2 huyện Thọ Xương và Vĩnh Thuận. Cả 2 huyện Thọ Xương và Vĩnh Thuận đều cùng thuộc phủ Hoài Đức. Ngày 1 tháng 10 năm 1888, vua Đồng Khánh ký chỉ dụ cắt toàn bộ huyện Thọ Xương và 1 phần huyện Vĩnh Thuận của tỉnh Hà Nội làm nhượng địa cho Pháp để Pháp thành lập thành phố Hà Nội. Trước đó, ngày 19 tháng 7, tổng thống Pháp Marie François Sadi Carnot ký sắc lệnh thành lập thành phố Hà Nội trước khi có sự công nhận của Triều đình Việt Nam. Năm 1890, phủ Lý Nhân bị tách khỏi tỉnh Hà Nội, đổi thành tỉnh Hà Nam.
Năm 1896, tỉnh lị của tỉnh Hà Nội được dời ra làng Cầu Đơ thuộc tổng Thanh Oai Thượng, huyện Thanh Oai. Để tránh trùng tên với thành phố Hà Nội, năm 1902, tỉnh Hà Nội được đổi tên thành tỉnh Cầu Đơ theo tên của tỉnh lị. Ngày 6 tháng 12 năm 1904, quan toàn quyền Đông Dương ra nghị định đổi tên tỉnh Cầu Đơ và tỉnh lị của tỉnh này thành "Hà Đông". Tên gọi "Hà Đông" là do quan đốc học tỉnh Cầu Đơ Vũ Phạm Hàm đề xuất, lấy từ một câu nói của Lương Huệ Vương được ghi trong sách Mạnh Tử là "河內凶，則移其民於河東，移其粟於河內" (âm Hán Việt: Hà Nội hung, tắc di kỳ dân ư Hà Đông, di kỳ túc ư Hà Nội), có nghĩa là Hà Nội bị mất mùa thì chuyển dân ở Hà Nội sang Hà Đông, chuyển lương thực ở Hà Đông sang Hà Nội. "Hà Nội" trong câu nói trên của Lương Huệ Vương là chỉ vùng phía Bắc sông Hoàng Hà, còn "Hà Đông" là chỉ vùng phía Đông sông Hoàng Hà, thuộc Tây Nam Bộ tỉnh Sơn Tây của Trung Quốc ngày nay.
Từ lúc hình thành cho đến nay, Thăng Long – Hà Nội có nhiều tên gọi. Ở đây chia các tên gọi thành hai loại: Chính quy và không chính quy, theo thứ tự thời gian như sau (mời xem chi tiết tại các bài liên quan).

## Danh sách
| Tên gọi             | Chữ Hán Nôm   | Ý nghĩa                                 | Người đặt tên                         | Thời gian                | Khoảng thời gian tồn tại | Đơn vị hành chính            | Tên nước                           |
| Tên chính quy       | Tên chính quy | Tên chính quy                           | Tên chính quy                         | Tên chính quy            | Tên chính quy            | Tên chính quy                | Tên chính quy                      |
| ------------------- | ------------- | --------------------------------------- | ------------------------------------- | ------------------------ | ------------------------ | ---------------------------- | ---------------------------------- |
| Long Đỗ             | 龍肚          | Rốn rồng                                | theo sự tích                          | 866 TCN -                | Không rõ                 | Không rõ                     | Văn Lang                           |
| Tống Bình           | 宋平          | Không rõ                                | Thời Tùy, Đường                       | 454 - 767                | 313                      | Huyện, trị sở                | Bắc thuộc lần 3                    |
| Đại La              | 大羅          | Cái võng lớn                            | Cao Biền                              | 767-866 866 -1010        | ?                        | Kinh đô                      | Tĩnh Hải quân Đại Cồ Việt          |
| Thăng Long          | 昇龍          | Rồng bay lên                            | Lý Thái Tổ                            | 1010 -1397               | 387                      | Kinh đô                      | Đại Cồ Việt Đại Việt               |
| Đông Đô             | 東都          | Kinh đô phía Đông                       | Hồ Quý Ly                             | 1397 - 1407              | 10                       | ?                            | Đại Việt Đại Ngu                   |
| Đông Quan           | 東關          | Cánh cửa phía Đông                      | Nhà Minh                              | 1408 -1427               | 19                       | ?                            | Bắc thuộc lần 4                    |
| Đông Kinh           | 東京          | Kinh đô phía Đông                       | Lê Lợi                                | 1427 - 1787              | 360                      | Kinh đô                      | Đại Việt                           |
| Bắc Thành           | 北城          | Thành trì phía Bắc                      | Quang Trung                           | 1787 - 1802              | 15                       | ?                            | Nhà Tây Sơn                        |
| Bắc Thành           | 北城          | Thành trì phía Bắc                      | Gia Long                              | 1802 - 1805              | 3                        | ?                            | Việt Nam                           |
| Thăng Long          | 昇隆          | Thịnh vượng lên                         | Gia Long                              | 1805 - 1831              | 26                       | Trấn thành miền Bắc          | Việt Nam                           |
| Hà Nội              | 河內          | Bên trong sông                          | Minh Mạng                             | 1831 - 1902              | 71                       | Trấn thành miền Bắc, tỉnh lỵ | Việt Nam Đại Nam                   |
| Hà Nội              | 河內          | Bên trong sông                          | Toàn quyền Đông Dương                 | 1902 - 1945              | 43                       | Thủ đô của toàn Đông Dương   | Đông Dương thuộc Pháp              |
| Hà Nội              | 河內          | Bên trong sông                          | Quốc hội Việt Nam                     | 1945 - 1976              | 31                       | Thủ đô                       | Việt Nam Dân chủ Cộng hòa          |
| Hà Nội              | 河內          | Bên trong sông                          | Quốc hội Việt Nam                     | 1976 - nay               | ?                        | Thủ đô                       | Cộng hòa Xã hội chủ nghĩa Việt Nam |
| Tên không chính quy |               |                                         |                                       |                          |                          |                              |                                    |
| Tràng An            | 長安          | Trường An, Trường Yên, yên bình mãi mãi | Nhà nho Việt Nam                      | ?                        | ?                        | Kinh đô                      | ?                                  |
| Phượng Thành        | 鳳城          | Phụng Thành                             | Nguyễn Giản Thanh                     | Thế kỷ XVI, đời Lê       | ?                        | Kinh đô                      | ?                                  |
| Long Biên           | 龍編          | Không rõ                                | Nhà Hán, Ngụy, Nhà Tấn, Nam Bắc triều | Thế kỷ III, IV, V, và VI | ?                        | Trị sở                       | Giao Châu                          |
| Long Thành          | 龍城          | Tên gọi tắt của Kinh thành Thăng Long   | ?                                     | ?                        | ?                        | Kinh đô                      | ?                                  |
| Hà Thành            | 河城          | Tên gọi tắt của Thành phố Hà Nội        | ?                                     | ?                        | ?                        | Thủ đô                       | ?                                  |
| Thành Hoàng Diệu    | 城黃耀        | Tên gọi theo tên người                  | Nhân dân Việt Nam                     | ?                        | ?                        | Kinh thành                   | ?                                  |
| Kẻ Chợ              | 仉𢄂          | Vùng đất buôn bán phát triển            | Nhân dân Việt Nam                     | ?                        | ?                        | ?                            | ?                                  |
| Thượng Kinh         | 上京          | Đi lên kinh thành                       | Nhân dân Việt Nam                     | ?                        | ?                        | ?                            | ?                                  |